# Puntius morehensis
Puntius morehensis är en fiskart som beskrevs av Arunkumar och Tombi Singh, 1998. Puntius morehensis ingår i släktet Puntius och familjen karpfiskar. Inga underarter finns listade i Catalogue of Life.